# Альбін Шкода
Альбі́н Шко́да (нім. Albin Skoda, повне ім'я — Альбі́н Міхае́ль Йо́ганн Шко́да (нім. Albin Michael Johann Skoda); нар. 29 вересня 1909, Відень, Австро-Угорщина — пом. 22 вересня 1961, Відень, Австрія) — австрійський театральний та кіноактор, актор озвучування.

## Життєпис
Альбін Шкода народився 29 вересня 1909 року у Відні. Його батько був власником кав'ярні і Альбін в дитинстві часто виступав перед відвідувачами, завдяки чому у 1918 році 9-річним отримав контракт з річною зарплатою в шістсот крон для виконання дитячих ролей у віденському Бурґтеатрі. Дебютував у постановці «Бобрової шуби» (нім. Der Biberpelz) Гергарта Гауптмана. Дядько Альбіна, Карл Шкода (1884—1918), також був актором і з 1913-го й до своєї смерті у 1918 році був у трупі цього ж театру. Альбін Шкода відвідував Академію театрального мистецтва у Відні та навчався там, зокрема, у відомого актора Александра Моіссі.
У 1924—1928 роках Шкода був учнем у віденському Фолькстеатрі, дебютувавши там у 1924 році роллю Фердинанда в «Підступності і коханні» за Ф. Шиллером. У сезоні 1928-29 років він грав в Санкт-Пельтені, з 1929 по 1931-й в Усті-над-Лабем, у 1933-му в Кенігсберзі, 1933-34 роках в Мюнхені та з 1934-го і до 1945 року в Німецькому театрі в Берліні. У 1938 року актор також виступав на сцені віденського Театру в Йозефштадті. Отримавши почесне звання Камерний актор (нім. Kammerschauspieler) Альбін Шкода грав з 1946 року в Бурґтеатрі значні ролі класичної і сучасної світової літератури та до своєї смерті у 1961 році був почесним членом трупи театру.
Окрім роботи в театрі Альбін Шкода знімався у кіно, зігравши ролі в 11-ти фільмах. Зокрема, у стрічці 1955 року «Останній акт», поставленій Георгом Вільгельмом Пабстом, актор втілив образ Адольфа Гітлера, а у фільмі Карла Гартля «Моцарт» (1955) Шкода зіграв роль Антоніо Сальєрі.
Альбін Шкода помер 22 вересня 1961 року у Відні від інсульту, незадовго до свого 52-річчя. Похований на Центральному цвинтарі Відня.

## Фільмографія
| Рік  |     | Назва українською                 | Оригінальна назва             | Роль                            |
| ---- | --- | --------------------------------- | ----------------------------- | ------------------------------- |
| 1934 |     | Любов, смерть і диявол            | Liebe, Tod und Teufel         | Ків                             |
| 1939 | к/м | Зальцбург — місто фестивалів      | Salzburg, die Festspielstadt  | Фердинанд                       |
| 1948 |     | Королева шосе                     | Königin der Landstraße        | Альфредо                        |
| 1950 |     | Велике кохання ерцгерцога Йоганна | Erzherzog Johanns große Liebe | Фюрст Меттерніх                 |
| 1950 |     | Весна на льоду                    | Frühling auf dem Eis          | Мануель                         |
| 1951 |     | Безмовний рот                     | Der schweigende Mund          | Кардош                          |
| 1955 |     | Останній акт                      | Der letzte Akt                | Адольф Гітлер                   |
| 1955 |     | Гец фон Берлігінґен               | Götz von Berlichingen         | Адельберт фон Вейслінген        |
| 1955 |     | Моцарт (Дай руку, життя моє)      | Mozart                        | Антоніо Сальєрі, композитор     |
| 1956 |     | Вільгельм Телль                   | Wilhelm Tell                  | Герман Гесслер, судовий пристав |
| 1959 |     | Марія Стюарт                      | Maria Stuart                  |                                 |
| 1962 | т/ф | Донадьє                           | Donadieu                      | Дю Боск                         |